# Jacobus Nozeman
Jacobus Nozeman, meestal Jacob en soms ook Giacomo Nozeman genoemd (Hamburg, 30 augustus 1693 - Amsterdam, 6 oktober 1745), was een Nederlands componist, organist en violist.

## Levensloop
Jacob Nozeman werd in Hamburg geboren als zoon van de reizende Nederlandse toneelspelers Johannes Nozeman (Jean Baptiste Noseman) en Anna Rijndorp. Nozeman, die opgroeide in Den Haag en Leiden, moet omstreeks 1710 verhuisd zijn naar Amsterdam. Hij huwde in 1717 met Geertruida Maria Costerus (ook wel Geertruij Kosterus). Zij hadden twee zonen, Cornelius Nozeman (1720-1785), die predikant, natuuronderzoeker en ornitholoog werd, en de jonggestorven predikant Jan Willem Nozeman (1733-1768). Het gezin woonde vanaf 1722 aan de Prinsengracht en later aan de zuidzijde van  de Egelantiersgracht (bij de eerste brug).
Van wie Nozeman muziekonderricht heeft gekregen, is niet bekend. In de jaren 1714-1716 speelde hij enige malen viool in het orkest van de Amsterdamse Stadsschouwburg, waarvan ook de componisten Hendrik Anders en Willem de Fesch deel uitmaakten. Hij was van 1719 tot zijn dood in 1745 organist van de remonstrantse kerk te Amsterdam.
In zijn werk toont hij zich een overgangsfiguur van barok- naar rococomuziek. Hij schreef viool- en cellosonates en liederen. Bekend bleven een aantal sonates voor viool en basso continuo. Volgens een bron heeft hij ook contact gehad met een Portugees-Joodse chazan, voor wie hij (althans ene Nozeman) een Hatzi Qadish (oftewel half-kaddisj) componeerde.
Een deel van Nozemans werken werd gepubliceerd door de Amsterdamse muziekuitgeverijen van Michel-Charles le Cène en van Gerhard Fredrik Witvogel (1696-1746). Niet alles is bewaard gebleven: de muziek van zijn opusnummers 4 en 5 is niet teruggevonden.
Hij werd op 15 oktober begraven in een huurgraf bij de Waalse Kerk.

## Composities
- 1720: Mengelzangen (20 liederen op teksten van H. van de Burg)
- 1725: Zes Sonates in mineur-toonsoorten voor viool en basso continuo, op. 1
  1. in c mineur
  2. in d mineur
  3. in e mineur
  4. in f mineur
  5. in g mineur
  6. in a mineur
- 1736: Zes sonates in majeur-toonsoorten voor viool en basso continuo, op. 2
  1. in E majeur
  2. in F majeur
  3. in A majeur
  4. in D majeur
  5. in G majeur
  6. in Bes majeur
- 1739: Gezangen, verrijkt met eene en twee stemmen en haare byzondere partijen, op. 3 (13 liederen op teksten van Petrus Merkman)
- 1742: La bella tedesca (24 Pastorelles, Muzettes en Paisennes per il Cembalo), op. 4 - vermist
- 1745: Zes sonates voor violoncello en basso continuo, op. 5 - vermist
- Jaartal onbekend:
  - Allemande, voor viool-solo
  - Prelude, voor blokfluit-solo
  - Hatzi Qadish voor cantor-solo[3]
  - Jaarzangen

## Trivia
- In het 15e seizoen van het tv-programma Verborgen verleden bleek Floortje Dessing een afstammeling te zijn van Nozeman.